# Gunnar Hultgren

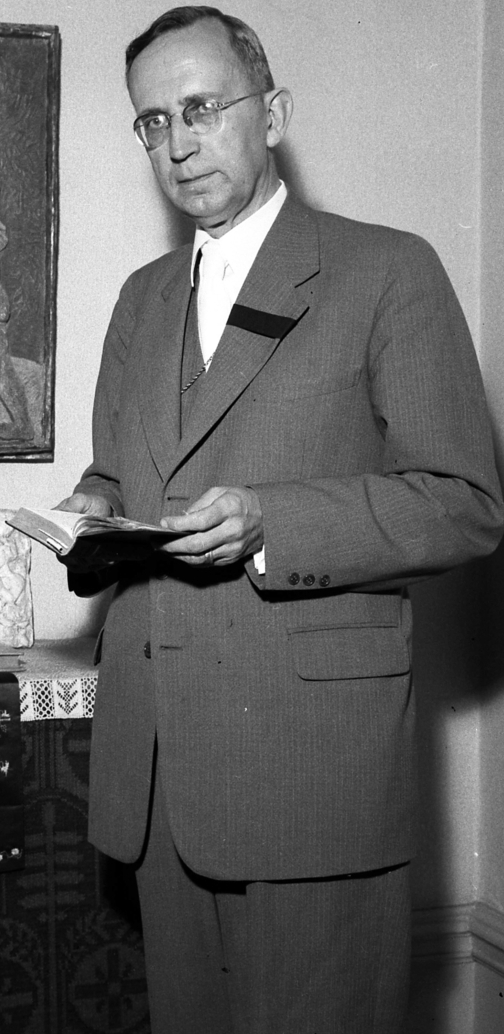
Gunnar Hultgren, 1958

Gunnar Axel Engelbrekt Hultgren (* 19. Februar 1902 in Eskilstuna; † 13. Februar 1991 in Uppsala) war ein schwedischer evangelisch-lutherischer Theologe und Geistlicher. Von 1958 bis 1967 war er Erzbischof von Uppsala.

## Leben
Hultgren studierte ab 1920 an der Universität Uppsala und erwarb 1925 den Titel eines teol. kand. Im selben Jahr wurde er ordiniert und hatte verschiedene Stellen im Bistum Strängnäs. 1930 übernahm er eine Pfarrstelle in Viksta (Gemeinde Uppsala) und wechselte 1934 in das nahegelegene Björklinge. Neben der pfarramtlichen Tätigkeit erwarb er 1933 das theologische Lizentiat und wurde 1940 aufgrund einer Arbeit über Augustinus (Det evangeliska kärleksbudet hos Augustinus, dess filosofiska och teologiska tolkning i hans skrifter 386-400) zum Dr. theol. promoviert sowie zum Dozenten für Systematische Theologie in Uppsala berufen. Schon im nächsten Jahr ging er als Dompropst in das Bistum Härnösand. Von 1947 bis 1951 war er Bischof im Bistum Visby und kehrte dann als Bischof nach Härnösand zurück. 1958 zum Erzbischof von Uppsala ernannt, amtierte er bis zu seiner Emeritierung 1967 als höchster Repräsentant der Schwedischen Kirche.
Hultgren war Mitglied der Königlichen Gesellschaft der Wissenschaften in Uppsala (seit 1967) und des Skytteanska samfundet (seit 1957).

### Auszeichnungen
Hultgren erhielt 1959 den Nordstern-Orden (als Kommandeur mit Großkreuz). 1964 wurde er als Ritter und Komtur in den Königlichen Seraphinenorden aufgenommen. Er erhielt auch den Finnischen Orden der Weißen Rose.

## Familie
Hultgren war ein Sohn des Lehrers Axel Gustav Hultgren und seiner Ehefrau Maria Kristina Andersson.
Er heiratete 1930 Astrid Maria Eklund (1902–1958), eine Tochter des Bischofs Johan Alfred Eklund.